# 垣曲县
垣曲县是中国山西省运城市所辖的一个县。区域总面积为1620平方公里，縣人民政府駐人民路26號。

## 行政区划
垣曲县下辖6个镇、5个乡：
新城镇、历山镇、古城镇、王茅镇、毛家湾镇、英言镇、蒲掌乡、解峪乡、华峰乡、长直乡和皋落乡。

## 人口民族
根据(山西省)运城市第七次全国人口普查公报显示：垣曲县常住人口为197772人。 2019末2020初：年末全县常住人口241613人，比上年末增加465人。